# Linzhou
Linzhou (林州 ; pinyin : Línzhōu) est une ville de la province du Henan en Chine. C'est une ville-district placée sous la juridiction de la ville-préfecture d'Anyang.

## Démographie
La population du district était de 971 111 habitants en 1999.

## Climat
Le 19 mai 2025, Linzhou subit un record de chaleur (43,2 °C), alors qu'au même moment 99 stations météorologiques à travers le pays étalaient ou dépassaient le maximum de température jamais enregistré par elles pour un mois de mai.